# Alveslohe
Alveslohe ist eine Gemeinde im Kreis Segeberg in Schleswig-Holstein. Zur Gemeinde gehören auch der Ortsteil Hoffnung und das Gut Kaden.

## Geschichte
Der Ort entstand als sächsische Streusiedlung mit vielen einzeln gelegenen Höfen, deren Namen teilweise als Flurnamen benutzt werden. Der Ortsname leitet sich von den damaligen Besitzern von Gut Kaden ab, die als von Alverslö 1292 erstmals erwähnt werden. Genau wie Ellerau ist die Gemeinde Alveslohe seit 1875 unabhängig. 2001 wurden 200 ha des Gemeindegebiets an Henstedt-Ulzburg und Ellerau abgetreten, auf dieser Fläche soll ein neues Wohngebiet entstehen.

## Ortsteile

### Gut Kaden

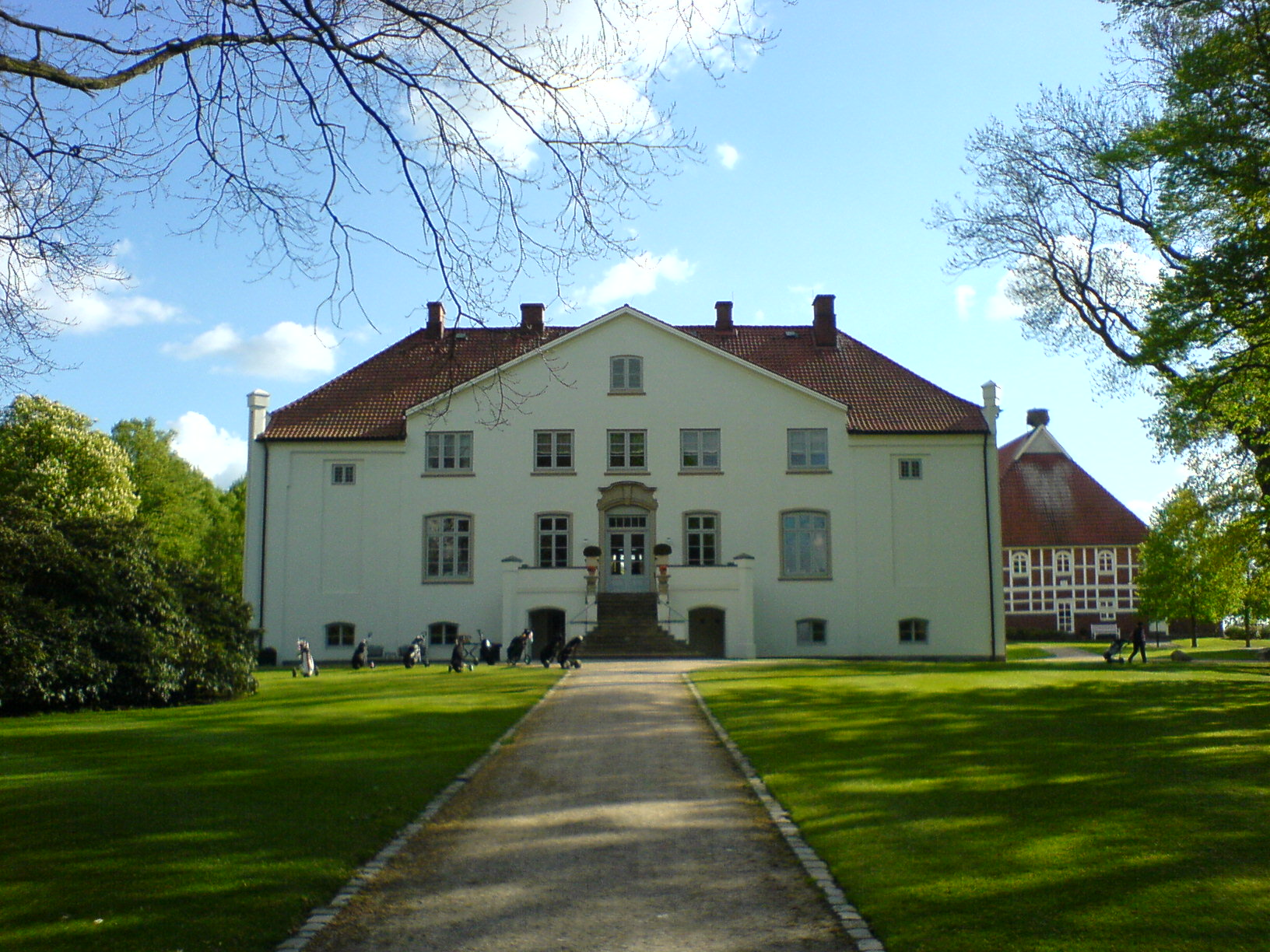
Das Herrenhaus Kaden

Das Gut Kaden ist seit dem Mittelalter belegt. Das ehemalige Gutsgebäude brannte im schwedisch-polnischen Erbfolgekrieg nieder. Das gegenwärtige Herrenhaus wurde um 1765 errichtet, zusammen mit den Wirtschaftsgebäuden entstand ein dreiseitiger Hof. Der heute klassizistische Bau wurde von dem Architekten Ernst Georg Sonnin, von dem auch die Michaelis-Kirche in Hamburg stammt, entworfen und später in seine jetzige Gestalt umgebaut. Benedikt Wilhelm von Ahlefeldt schaffte bereits 1709 auf Gut Kaden die Leibeigenschaft ab und war damit einer der ersten in Holstein, neben Hans zu Rantzau. Der Gutsbezirk Kaden wurde 1928 aufgehoben und das Gut in Alveslohe eingemeindet.
Auf Gut Kaden befindet sich heute ein Golfplatz, auf dem jährlich die offene Europameisterschaft im Golf stattfindet (Sieger u. a. Bernhard Langer). Das Gut selbst ist für die Öffentlichkeit nicht frei zugänglich, die Hofseite kann jedoch betreten werden. Im Herrenhaus ist ein Restaurant untergebracht.

### Hoffnung
Der Ortsteil Hoffnung ist nach dem seit über 100 Jahren bestehenden gleichnamigen Rasthof benannt und liegt etwa drei Kilometer vom Dorfkern entfernt an der Bundesstraße 4.

## Politik

### Gemeindevertretung
- Grüne: 6
- BVA: 7
- CDU: 4

Seit der Kommunalwahl am 14. Mai 2023 setzt sich die Zahl der 17 Gemeindevertreter wie folgt aus den Fraktionen und Wählergemeinschaften zusammen:
- Bündnis 90/Grüne: 5 Sitze
- Bürgerverein Alveslohe e. V.: 5 Sitze
- Gemeinsam für Alveslohe e. V.: 7 Sitze

Bei der konstituierenden Sitzung am 13. Juni 2023 wurde Matthias Bornholdt (GfA) zum neuen Bürgermeister gewählt.

### Wappen
Blasonierung: „In Grün ein silberner Dreiecksschild mit einem roten Pfeileisen (Strahl) mit der Spitze nach rechts; im Schildfuß ein schmalerer silberner Wellenbalken über einem gleichen breiteren.“
Der Dreiecksschild mit dem Pfeileisen zitiert das Siegel des Ritters Henning Alverslo, Besitzer des Gutes Kaden, aus dem Jahre 1385. Es erinnert an die geschichtliche Entwicklung des Ortes von der abhängigen Gemeinschaft zu einer modernen Kommune. Die zwei Wellenbalken symbolisieren die geographische Lage des Ortes zwischen den Flüssen Krückau und Pinnau.

### Flagge
Beschreibung: „Auf grünem Flaggentuch nach oben und zur Stange versetzt in die Figuren des Gemeindewappens in flaggengerechter Tingierung, die Wellen des Wappens allerdings als gerade Streifen, ein schmaler oben, ein breiter unten.“

## Wirtschaft und Infrastruktur

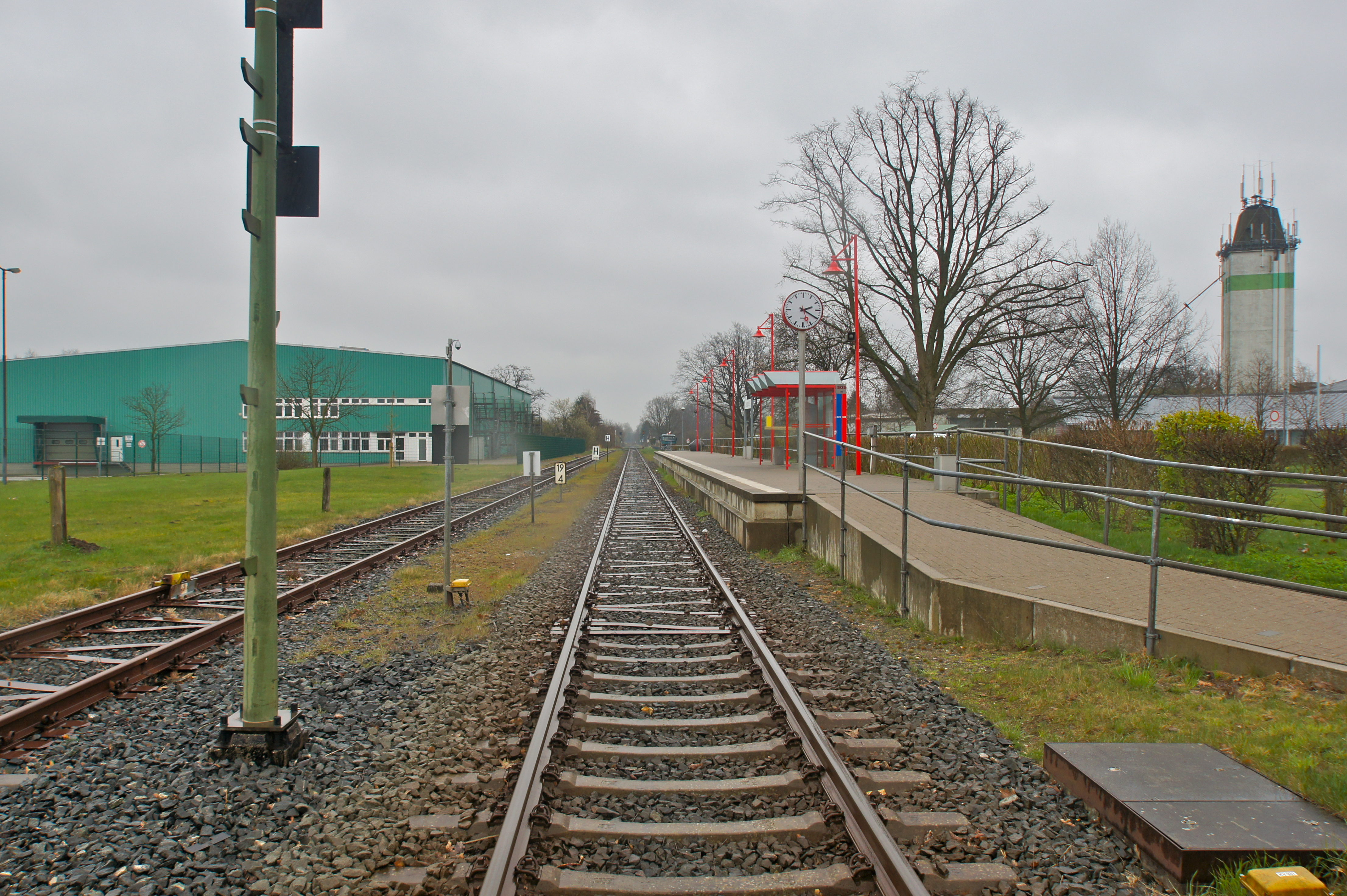
AKN-Bahnhof Alveslohe

Neben einer landwirtschaftlichen Grundstruktur gibt es auch einen wachsenden Bevölkerungsteil von Berufspendlern. Direkt an der Bahnstrecke befindet sich ein Werk der Martin Bauer Holding (ehemals Paul Müggenburg GmbH + Co), in dem Pflanzenextrakte verarbeitet werden. Ein weiterer wichtiger Wirtschaftsbetrieb ist der Verpackungshersteller Skufa in Hoffnung.
Alveslohe befindet sich an der Linie A3 (ehemals Elmshorn-Barmstedt-Oldesloer Eisenbahn) der AKN, die von Henstedt-Ulzburg nach Elmshorn führt. Der Personenverkehr wurde in diesem Bereich 1973 eingestellt und in den 1990ern wieder aufgenommen. Heute verkehrt im Regelfall stündlich ein Zug in beide Richtungen.
Die Norderstedter Telekommunikationsfirma wilhelm.tel erschließt das Dorf mittels Glasfaser zur Versorgung mit Kabel-TV, Telefon und Internet.

## Freizeit und Kultur
In der Liste der Kulturdenkmale in Alveslohe stehen die in der Denkmalliste des Landes Schleswig-Holstein eingetragenen Kulturdenkmale.

### Denkmal

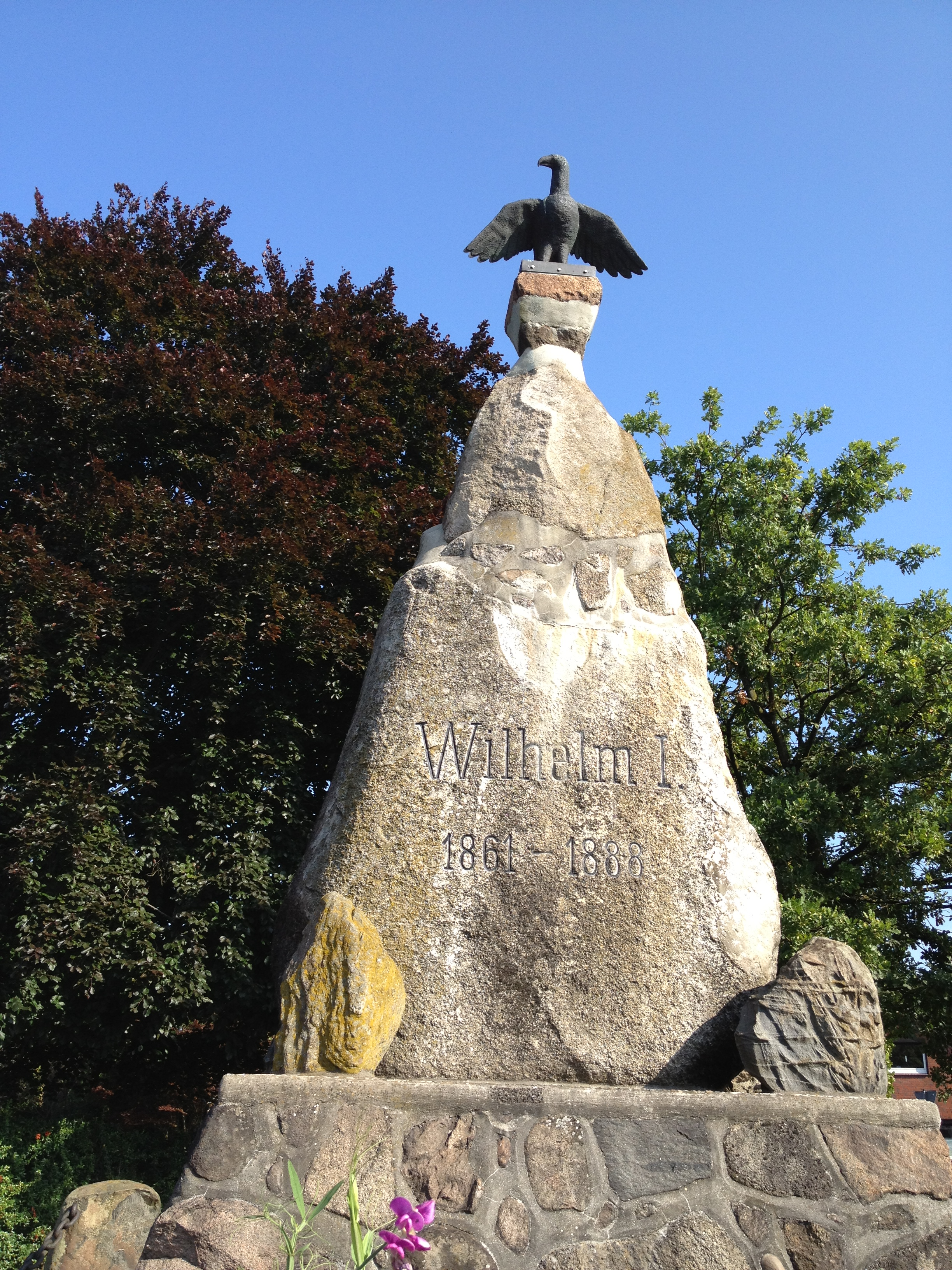
Denkmal in Alveslohe, 2012

Das zu Ehren Kaiser Wilhelms I. gebaute Denkmal wurde vom Alvesloher Verschönerungsverein 1904 errichtet. Es besteht aus einem großen, aus dem nahegelegenen Kisdorfer Wohld stammenden eiszeitlichen Findling, auf dessen Spitze eine Adlerskulptur sitzt. Der ursprüngliche, metallene Adler wurde Ende des Zweiten Weltkrieges zerstört, als schottische Besatzungssoldaten ein Wettschießen veranstalteten. Danach wurde er durch einen Adler aus Stein ersetzt. Bei einer Restaurierung 2004 wurde der Adler durch eine Rekonstruktion aus Metall ersetzt.

### Jugendarbeit
Es gibt Einrichtungen für Kinder und Jugendliche in Alveslohe. Die „Offene Jugendarbeit Alveslohe“ im Gebäude der Polizei in Alveslohe ist für Jugendliche im Alter von 10–16 Jahren vorgesehen. Es gibt getrennte Gruppen für Mädchen und Jungen und für verschiedene Altersgruppen.

### Sportvereine
Der 1913 gegründete Verein TuS Teutonia Alveslohe ist einer der ältesten Vereine in Alveslohe und hat knapp 700 Mitglieder. Neben den üblichen Sportarten wie Basketball, Fußball, Handball, Badminton, Tischtennis, Gymnastik, Aerobic werden auch außergewöhnliche Sportarten wie Kung Fu, Drachentanz, Inline-Skaten oder Faustball angeboten.

## Persönlichkeiten
- Gerhard Hoch (1923–2015), Bibliothekar, Historiker und Fachautor
- Ernst-Wilhelm Springer (1925–2007), Politiker
- Horst Mühlbradt (1930–2011), Musiker